# 325
325（三百二十五、三二五、さんびゃくにじゅうご）は、自然数また整数において、324の次で326の前の数である。

## 性質
- 325 は合成数であり、約数は 1, 5, 13, 25, 65, 325 である。
  - 約数の和は434。
    - 約数の和が回文数になる28番目の数である。1つ前は314、次は333。(オンライン整数列大辞典の数列 A028980)
- 325 = 1 + 2 + 3 + 4 + 5 + 6 + 7 + 8 + 9 + 10 + … + 24 + 25
  - 25番目の三角数である。1つ前は300、次は351。
    - 三角数が三角数になる約数の個数をもつ6番目の数である。1つ前は171、次は496。(参照オンライン整数列大辞典の数列 A116541)
    - 三角数において各位の和も三角数になる20番目の数である。1つ前は300、次は406。(オンライン整数列大辞典の数列 A062099)
    - n = 5 のときの n2 番目の三角数とみたとき1つ前は136、次は666。(オンライン整数列大辞典の数列 A037270)

  - 13番目の六角数である。1つ前は276、次は378。
- 各位の和が10になる31番目の数である。1つ前は316、次は334。
- 各位の積が各位の和の3倍になる8番目の数である。1つ前は253、次は333。(オンライン整数列大辞典の数列 A062035)
- 325 = 12 + 182 = 62 + 172 = 102 + 152
  - 異なる2つの平方数の和で表せる98番目の数である。1つ前は320、次は328。(オンライン整数列大辞典の数列 A004431)
  - 2つの平方数の和3通りで表せる最小の数である。次は425。(オンライン整数列大辞典の数列 A025286)
    - 2つの平方数の和 n 通りで表せる最小の数である。1つ前の2通りは50、次の4通りは1105。(オンライン整数列大辞典の数列 A016032)
    - 異なる2つの平方数の和 n 通りで表せる最小の数である。1つ前の2通りは65、次の4通りは1105。(オンライン整数列大辞典の数列 A093195)

  - 325 = 182 + 1
    - n = 2 のときの 18n + 1 の値とみたとき1つ前は19、次は5833。
    - n = 18 のときの n2 + 1 の値とみたとき1つ前は290、次は362。(オンライン整数列大辞典の数列 A002522)
      - n2 + 1 で表せる2番目の三角数である。1つ前は10、次は11026。(オンライン整数列大辞典の数列 A164055)
- 325 = 62 + 82 + 152 = 92 + 102 + 122
  - 3つの平方数の和2通りで表せる79番目の数である。1つ前は322、次は330。(オンライン整数列大辞典の数列 A025322)
  - 異なる3つの平方数の和2通りで表せる59番目の数である。1つ前は322、次は330。(オンライン整数列大辞典の数列 A025340)
- 325 = 52 × 13
  - 2つの異なる素因数の積で p2 × q の形で表せる40番目の数である。1つ前は316、次は332。(オンライン整数列大辞典の数列 A054753)
- 斜辺が325の直角三角形は3辺の長さが整数になる異なる直角三角形を7個もつ最小の斜辺の値である。次は425。(オンライン整数列大辞典の数列 A097101)
  - 3252 = 362 + 3232 = 802 + 3152 = 912 + 3122 = 1252 + 3002 = 1652 + 2802 = 1952 + 2602 = 2042 + 2532
  - 異なる n 個の整数の辺の直角三角形をつくる最小の斜辺の値とみたとき1つ前の6個は15625、次の8個は390625。(オンライン整数列大辞典の数列 A006339)
- すべての桁が素数でできている39番目の数である。1つ前は323、次は327。(オンライン整数列大辞典の数列 A046034)
  - すべての桁が異なる素数でできている23番目の数である。1つ前は275、次は327。(オンライン整数列大辞典の数列 A124673)
- 325 = 192 − 36
  - n = 19 のときの n2 − 36 の値とみたとき1つ前は288、次は364。(オンライン整数列大辞典の数列 A098847)
- 325 = 30 + 31 + 32/30 + 31 + 32 + 33 × 103

## その他 325 に関連すること
- 西暦325年
- BMW・3シリーズの車種の一つ、325i。
- とき325号：新潟県中越地震のため脱線。死者・負傷者ともに無し。